# 方所
方所是总部位于中国广州的一家私营书店，由設計師兼服飾品牌「例外」創始人毛繼鴻投資，截至2024年6月在中国大陆共有7间方所分店及一间“和集”门店。

## 简介
方所书店名称出自南朝梁代文学家萧统的“定是常住，便成方所”，其创始人毛繼鴻所设计的服装品牌「例外」曾被傳出由中國「第一夫人」彭麗媛隨習近平出訪時穿著。由于「例外」与方所属同一创始人，因此「例外」的服飾與手袋等产品均在方所门店陈列及销售。
除圖書及服飾外，方所亦經營植物、创意设计产品等，同时各分店设置咖啡區。除方所及和集门店外，方所在深圳与华侨城集团合作，运营图书馆模式的“所城方知书院”，并在成都安仁古镇运营民宿“方知书房”。

## 历史

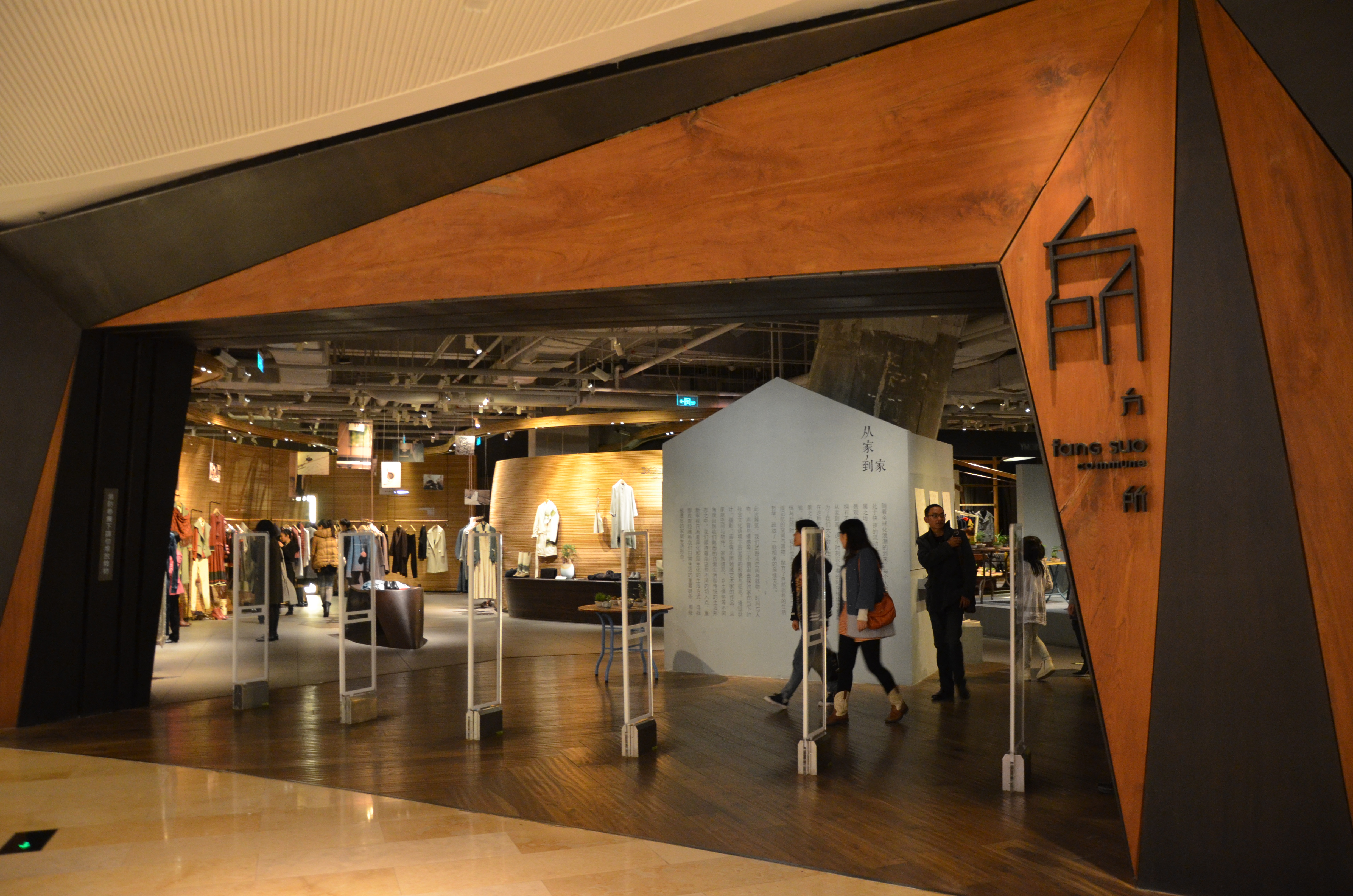
方所广州店门头

2011年11月25日，方所广州店开业，该店位於广州市太古匯，为方所第一间分店。
2015年1月29日，位于成都太古里的方所成都店开业，该店为方所第二间分店，也是其西南地区首店。
2015年5月15日，方所重庆店在江北区观音桥阳光世纪购物中心开业。（该店于2020年6月25日关闭，是方所首家关闭的分店）
2015年11月12日，方所参与运营的上海衡山·和集在上海衡山坊开业。（该店于2023年8月31日关闭）
2016年6月30日，方所青岛店开业，该店位于青岛市市南区青岛万象城B1层，为方所在北方地区开设的首间分店。
2020年8月5日，方所参与运营的长江·和集试营业，该店位于合肥市庐阳区，是方所第二间“和集”产品线门店。
2020年9月20日，方所西安店开业，该店位于西安市老城根G Park内的西安方所创联中心。
2021年12月31日，方所三亚免税店开业，该店位于三亚市海棠湾区三亚国际免税城二期。
2023年12月24日，方所三亚夏日店开业，该店位于三亚市夏日站商场内，为方所在三亚的第二间分店。
2024年1月20日，方所北京店开业，该店位于北京五棵松万达广场2层。

## 在营门店及设计
- 广州方所：广州市天河区天河路383号太古汇MU35号

该店由香港設計師又一山人設計，台灣行人文化實驗室執行長廖美立参与运营。曾被香港作家鄧小樺評論為“華文界目前最新鮮、最具震撼力的書店”。广州店的經營面積達2000平方米，自称以美学为核心，有世界各地超過50000種、逾90000冊的出版物。內容涵蓋設計、建築、文學、藝術等領域。除了人文文學、藝術設計，還有不少台版書、港版書、英文書及獨立雜誌。書店正中央设置「方所推薦」、「媒體選書」、「方所暢榜」等板塊展示门店所推荐图书。
- 方所成都店：成都市锦江区中纱帽街8号成都太古里M68-70号

该店位于成都太古里B1层，全店面积约5500平方米，设置服装区、书籍区、咖啡区、推荐商品区等。该店由台湾设计师朱志康设计，灵感来自店旁大慈寺的“藏经阁”，内部使用大量未经粉饰的混凝土立柱撑起9米高的空间。星座图、宇宙运行图等元素贯穿于整个书店，二层还有百余米长的架空廊道。
- 方所青岛店：青岛市市南区山东路6号青岛万象城B-168铺

该店位于青岛万象城LG层及B1层，总面积约3400余平方米，总跨度100米，分为上下两层，由盘梯连通。青岛店采用石材、混凝土等材质展现了青岛作为海滨城市的航海文化。门店入口布置了一座跨度35米的混凝土风帆造型装饰，店内分上下两层，通过一部大型螺旋楼梯连接。店内设置了被称为“汗牛充栋”的编辑人书系展示区和被称为“百丈书廊”、长达百米、展示了共15万册书籍的主要图书陈列区。此外，店内还有面向儿童的“小方所”，以及多元业态的美学区、咖啡区、时尚区，提供文创、餐饮、时装等产品与服务。
- 长江·和集：合肥市庐阳区长江中路17号

该门店为一幢三层的独立建筑构成，总经营面积2,650平方米，共分为三层，经营范围囊括中外台版图书、杂志、咖啡、美学生活产品和服饰等多种业态。
- 西安方所：西安市莲湖区星火路22号老城根G Park商业街区1F-68号（西安方所创联中心）

该店面积约5000平米，为一座瓮城造型的独栋建筑，设计结合了西安城墙瓮城和古罗马拱券造型，内部采用混凝土拱券和斗拱造型天花板象征书店知识殿堂、古今相融的定位，全店正中央的一座5米高、176平方米大的环形书塔作为整个店面的视觉焦点，以时间轴形式展示作品。西安店除了儿童区、咖啡区、美学区、时尚区等，还引入了创联实验室和包括25家商户的方所美学联营空间，进一步活化业态，此为方所在门店内首次引入其他店铺。
- 方所三亚免税店：三亚市海棠区海棠北路118号三亚国际免税城二期L121铺

该店面积约1630平米，占地两层，图书约4.5万册，除设置图书区、美学区、海洋风格的儿童业态“小方所”外，还特别设置在地文化礼物专区。
- 方所三亚夏日店：三亚市吉阳区育秀路2号夏日站8号楼

该店为商场店，占地两层，为“例外×方所”集合店，主要售卖服饰及图书，店内分为图书区及文化区两部分。
- 方所北京店：北京市海淀区复兴路69号五棵松万达广场2层

该店经营面积超过2500平方米，门头使用实木结构，同时设置南北两个入口，分别通往购物中心两侧，同时设置作为公共活动区域的中庭。四个把角分别设置图书、咖啡休闲和杂志、时尚和儿童美育等四大主力业态。

## 结业/计划搁置门店
- 方所重庆店：江北区观音桥阳光世纪购物中心

该店包含2400余平方米的书店、咖啡厅、生活美学以及服饰展示空间等。店内通过家具、书架、楼梯的起伏在室内还原出重庆作为山城的独特城市风貌。与其他方所书店类似，重庆店同样经营服装、文创、书籍、餐饮等复合业态。该店于2020年6月25日因“租约到期”及“选择了有问题的合作伙伴，书店所在的区域由中高档的商场变成奥特莱斯”等原因结束运营，是方所第一家关闭的书店。
- 方所浦东店：浦东新区滨江大道1790号

该店原计划2020年对外营业，预计经营面积近8000平方米，曾计划成为方所面积最大分店，同时在业态与读者体验上进一步升级，除内含方所阅读、美学、时尚、小方所（儿童区）等单元，并将推出影像、艺术及更全面的生活配套服务空间。因亏损因素，该店开业计划被搁置。
- 衡山·和集：上海市衡山路880号（衡山路与天平路路口）

该店位于衡山坊活化项目，为独立建筑，设置“杂志博物馆”、“会客厅”、“电影取景地”、“画廊”和“时尚生活”等业态。门店原计划于2022年9月底闭店，但在媒体报道及有关部门介入后得以续租一年。2023年8月31日，衡山·和集因房租租金太高，实际收入难以支持正式闭店。
- 方所深圳店：南山区深圳湾睿印RAILIN中心

该店为方所与深圳本土音乐厂牌「黑胶房子」的合作分店，于2023年4月30日开业，合作结束及撤店时间不明。

## 軼聞
- 方所的店員均為本科生。廖美立說，在廣州找到會英語的，又懂點文學藝術的，只能找本科生。雖然這加大了人力成本，但是是值得的。據說老闆不對他們有任何業績的要求，只讓他們多讀書。[11]
- 台灣作家九把刀舉辦的「九把刀：生命不息，戰鬥不止」講座活動原定於2013年3月26日在方所舉行，但因為活動備案未獲廣州當局通過而取消。儘管如此，九把刀仍與現場近百名書迷簽名合影。[26]

## 积极意义与获奖
方所在实体书店渐入寒冬的2011年，给实体书店行业探索出复合业态、多元空间的经营方式，一定程度上引领了中国内地书店行业的复苏。此外，方所在城市文化、非遗保育等方面起到了积极作用。

## 问题与争议

### 业态问题
方所依靠设计、网络传播和文创产品、服装取胜的“网红书店”经营方法被批评吸引到的消费者并未转化成阅读者，书籍只是其噱头而非实际着力点。然而亦有观点认为，方所多重业态、着重装修的经营方法也是在互联网时代重新唤起大众对阅读兴趣的有益尝试。

### 重庆店闭店问题
方所重庆店2020年自称因“租期终止”而停止营业，然而众多评论则认为，方所重庆店是因选址失误和所提供的商品价格过高、“不接地气”而闭店的。同时，重庆店闭店也被认为侧面反映了“网红书店”繁荣景象下的经营困境。

### 西安店禁止着迷彩裤市民入店的争议
2020年9月，方所西安店试营业期间将一名身着迷彩裤的市民当作农民工而拒绝其进店购物。事件随后在微博上引起广泛讨论，方所亦在9月8日于其微博账号发布公开道歉信，声称“安保人员误以为当事人是工作人员以致引发误会”。然而此事件发生于先前北京SKP商场禁止外卖员进入风波后不久，因而仍招致大量批评。更有官方媒体评论称此举“反映了书店对农民工的鄙视”，导致了“保安与农民工之间的底层伤害”。

## 图集

方所成都店
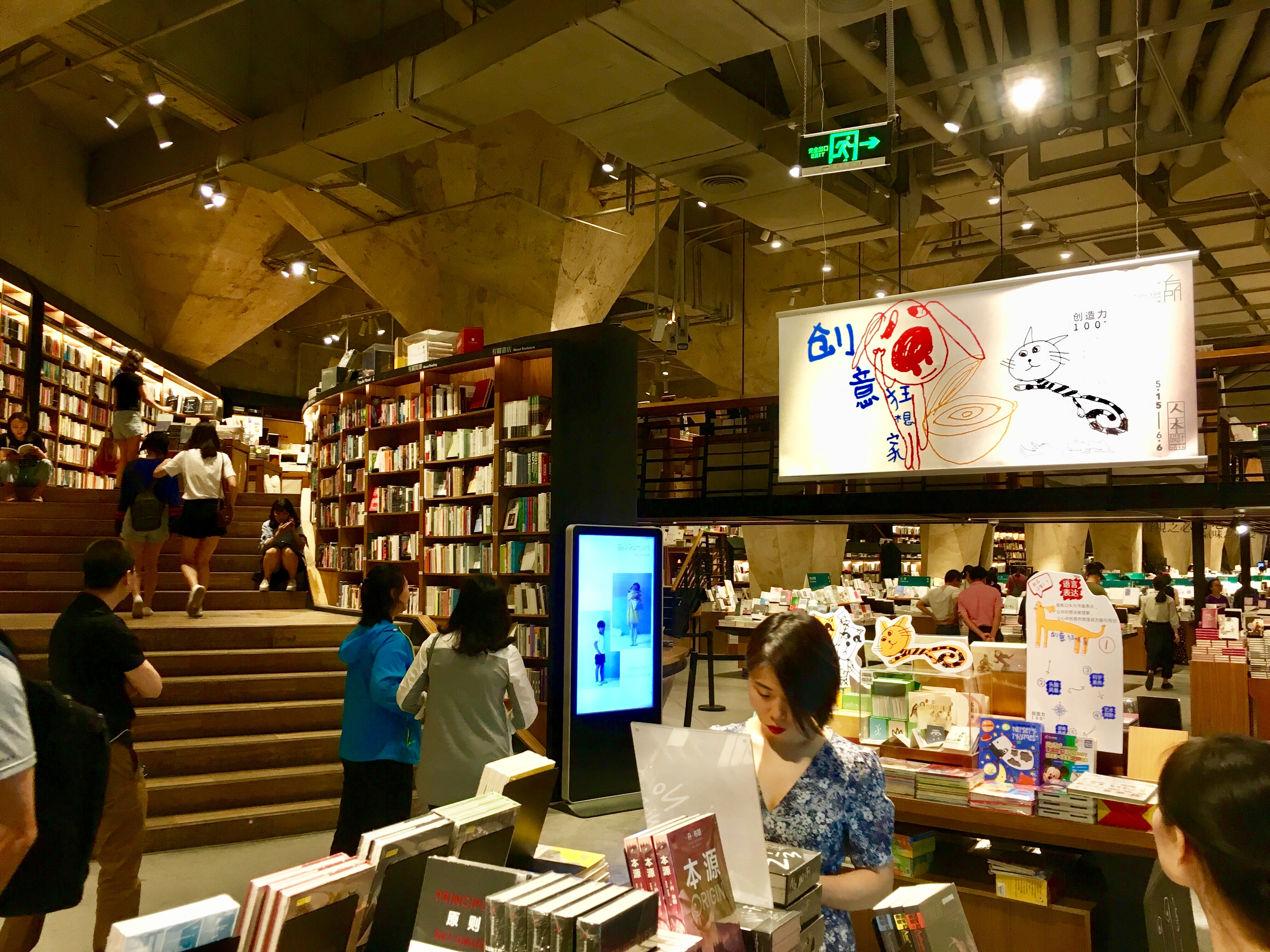
书籍区入口
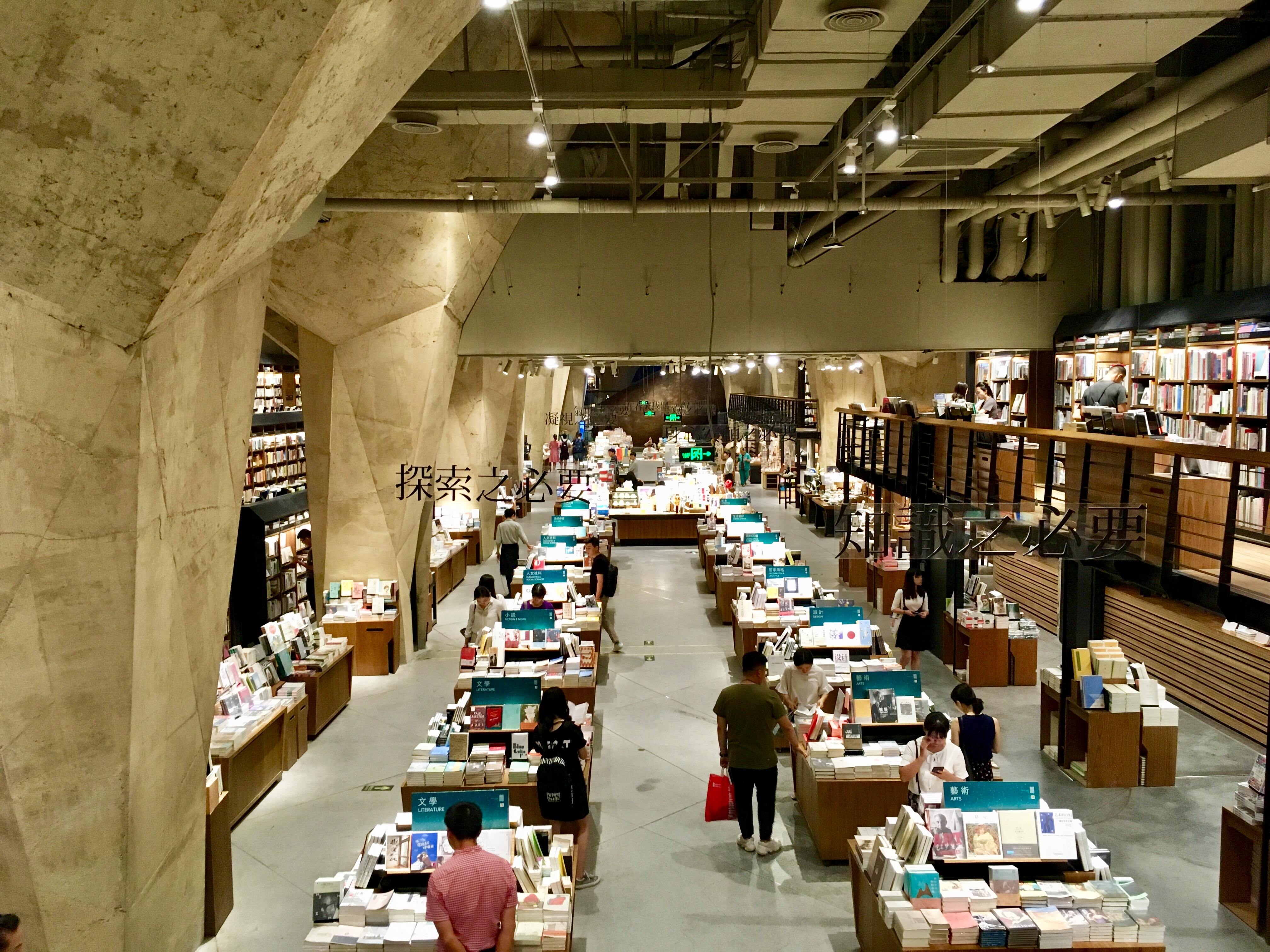
一层空间俯瞰
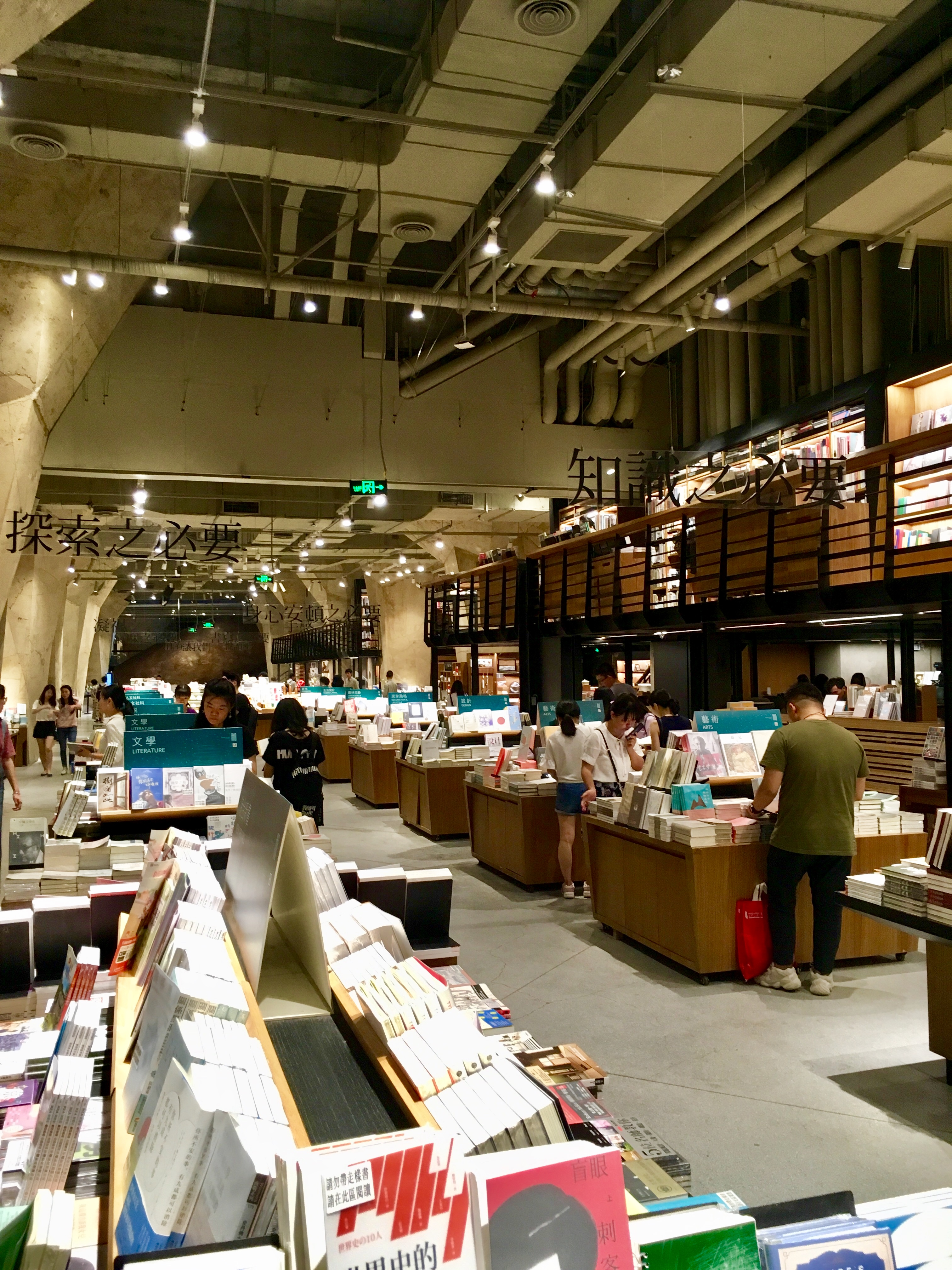
一层展台空间
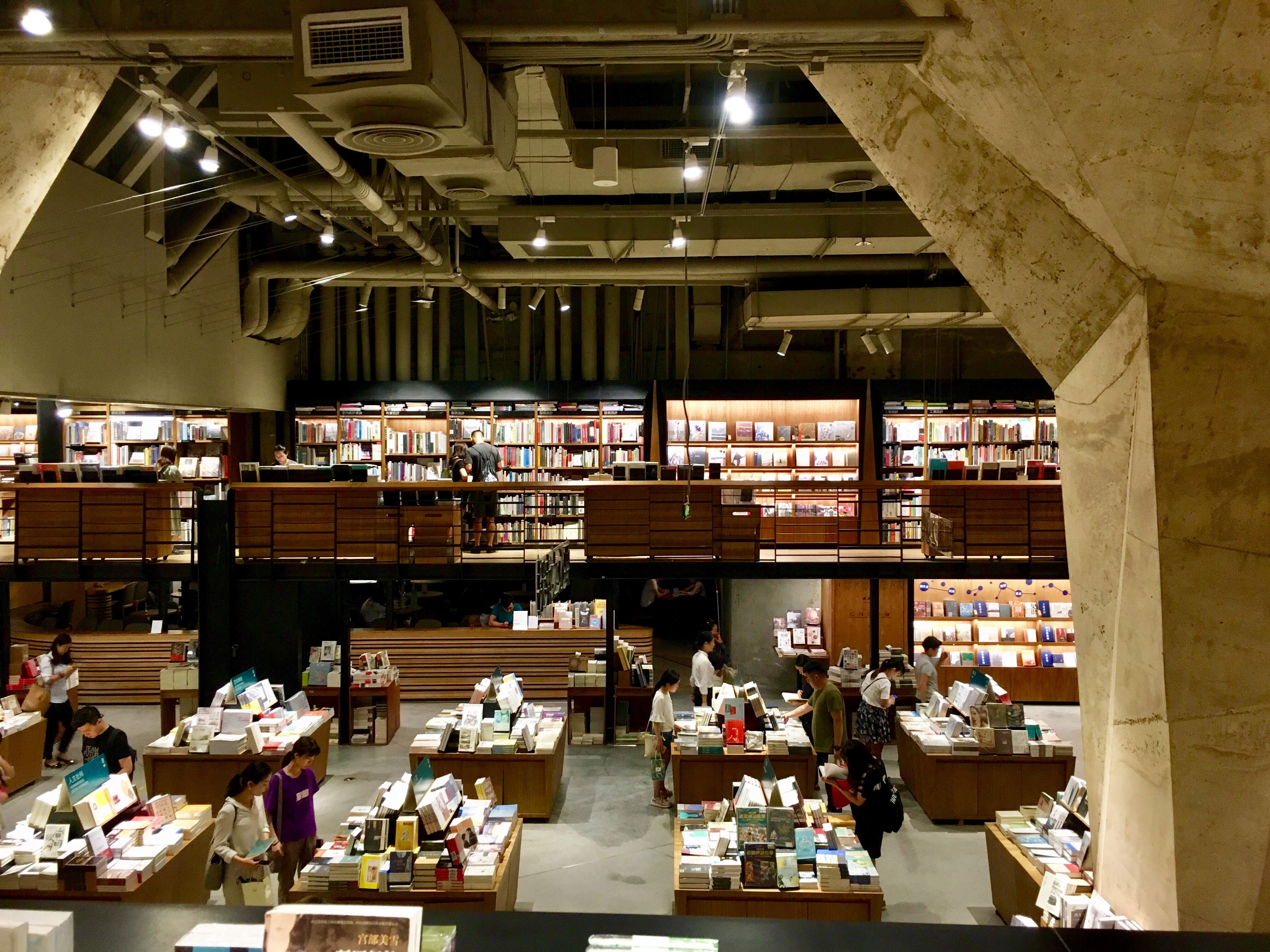
二层书架与廊道及一层文创区
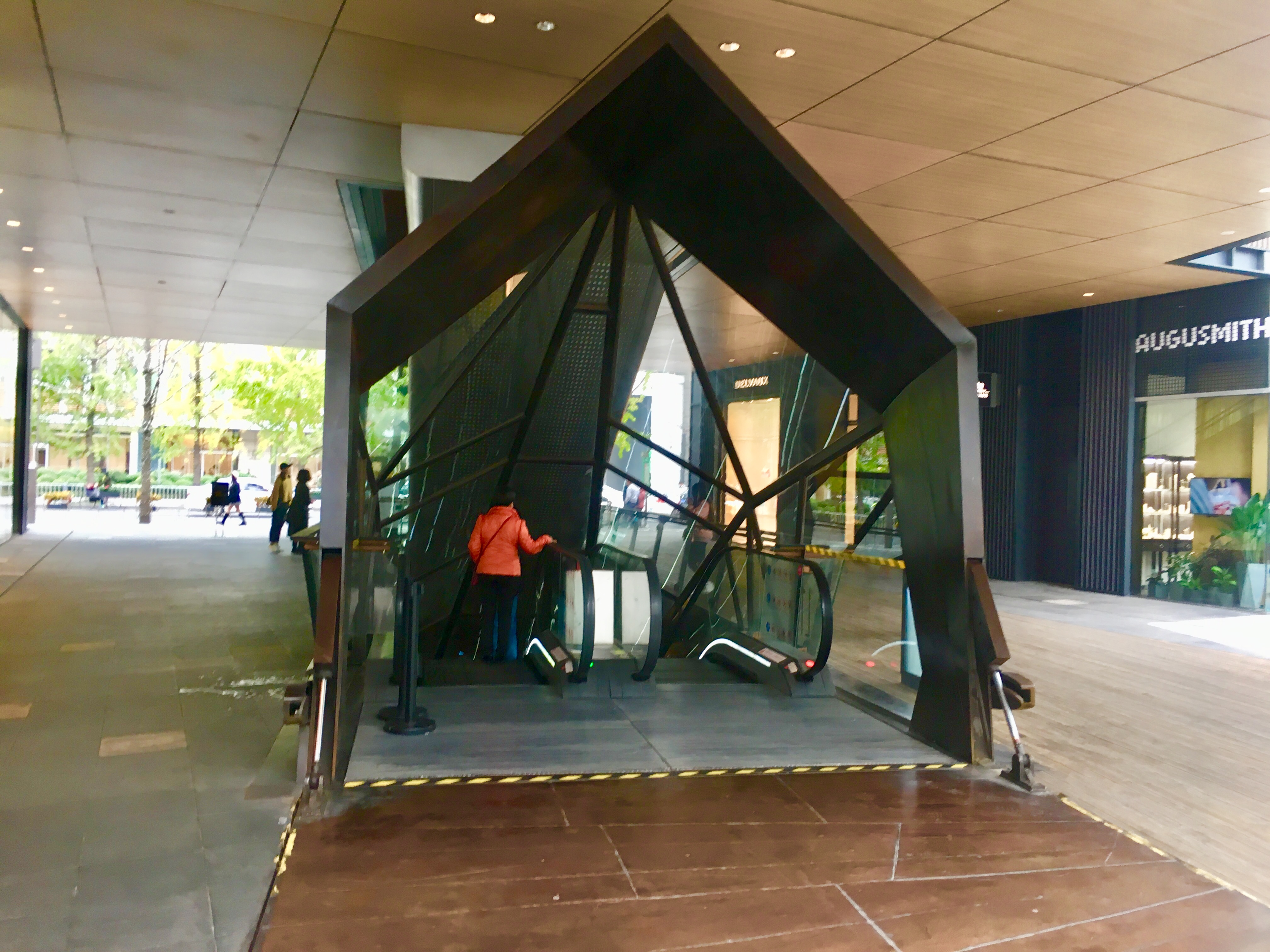
地面入口
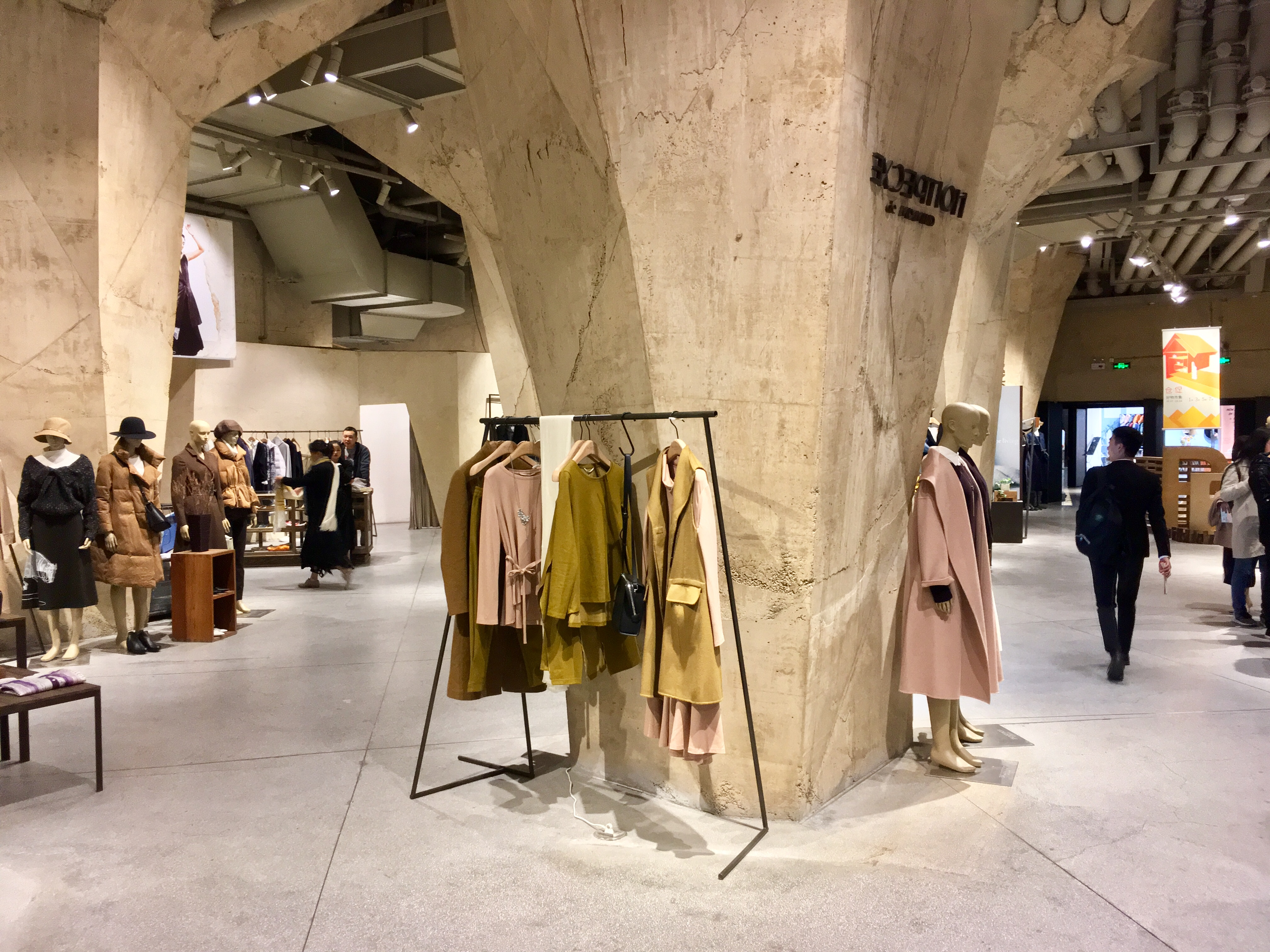
服装区
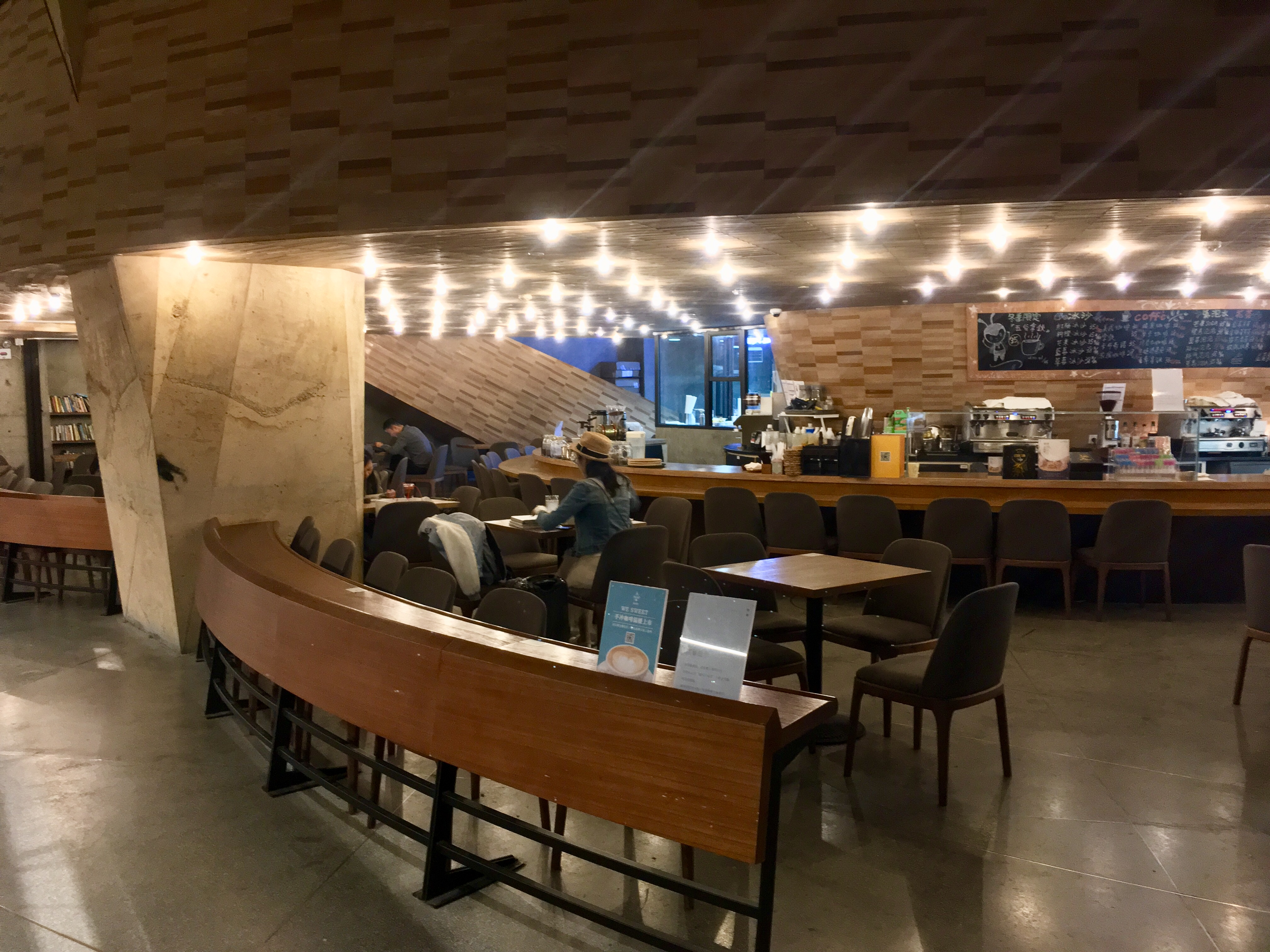
餐饮区
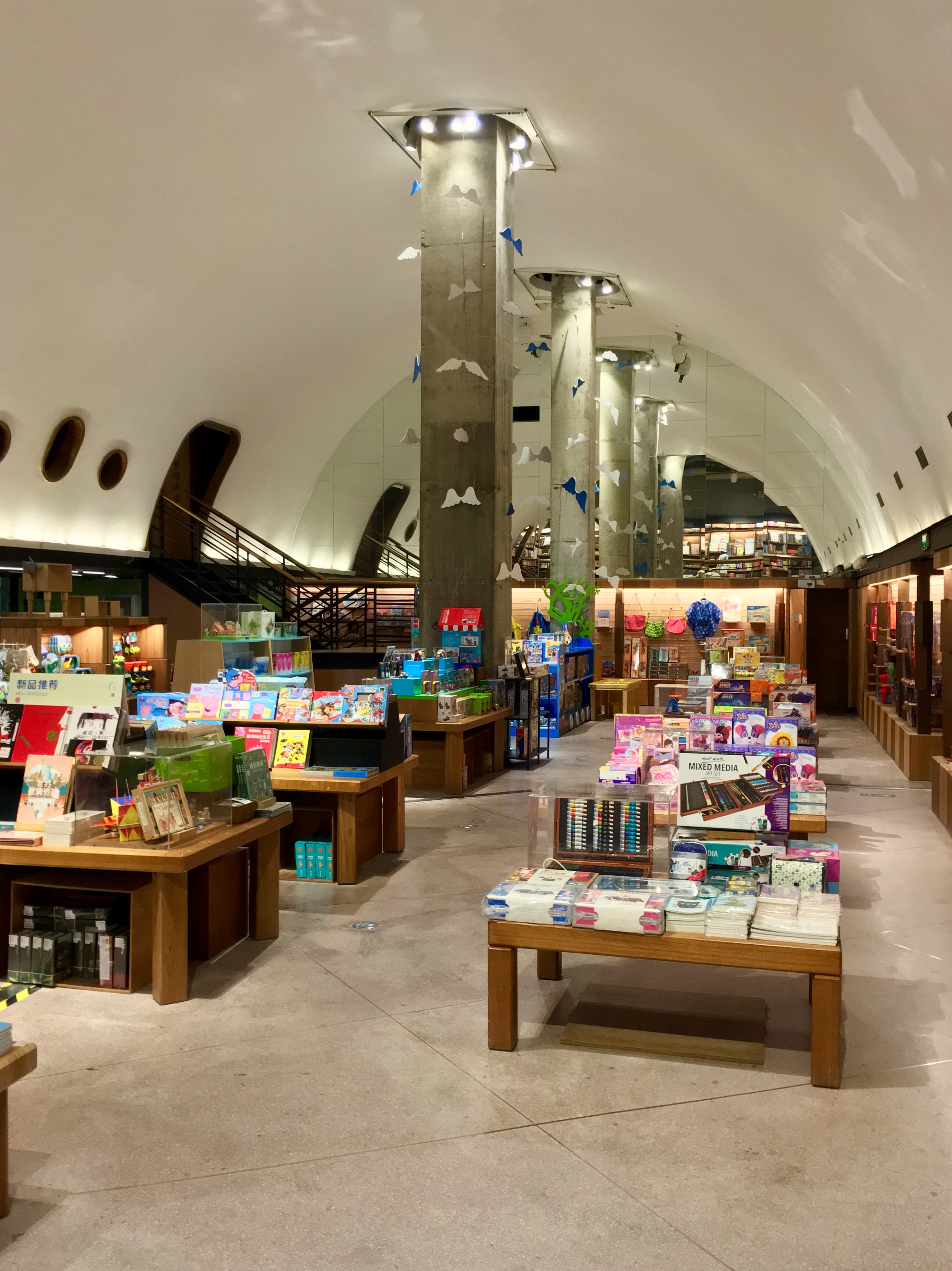
儿童区

## 外部連結
- 方所的新浪微博